# Amadeus William Grabau
Amadeus William Grabau (Cedarburg, Verenigde Staten, 9 januari 1870 - Peking, China, 20 maart 1946) was een Duits-Amerikaans paleontoloog en geoloog. Hij was werkzaam als docent aan het Massachusetts Institute of Technology en het Rensselaer Polytechnic Institute. In 1901 werd hij professor aan de Columbia University in New York en later werd hij professor aan de Universiteit van Peking in 1919. Als onderdeel van zijn levenswerk, deed hij in China een geologische onderzoek en staat nu bekend als de vader van de Chinese geologie. Hij was ook een productief schrijver met het publiceren van minstens 10 boeken in de eerste helft van de 20e eeuw. Grabau ontwikkelde verschillende theorieën tijdens zijn leven, waaronder de theorie van ritmes met betrekking tot de groei van de aardkorst en een theorie over bergopbouw en de creatie. De Dorsum Grabau, een marerug op de Maan is naar hem vernoemd.
Grabau stelde in 1903 zijn calcilutiet, calcareniet en calcirudiet carbonaat-classificatiesysteem voor gebaseerd op de grootte van de detritische korrels die samen kalksteen vormen.
- Gemeinsame Normdatei: 172116899
- International Standard Name Identifier: 0000 0001 1753 8227
- Library of Congress Control Number: n87818245
- Nationale bibliotheek van Australië: 35138314
- Nationale Bibliotheek van Israël: 987007272101705171
- Nederlandse Thesaurus van Auteursnamen: 122131525
- SNAC: w6xw61g4
- Système universitaire de documentation: 069066450
- Trove: 838727
- Virtual International Authority File: 27430012
- WorldCat: E39PBJgMBR89jb9pFpqRq3GmBP